# Arrondissement de Grasse
L'arrondissement de Grasse est une division administrative française, située dans le département des Alpes-Maritimes et la région Provence-Alpes-Côte d'Azur. Il est arrosé par le Var, fleuve qui donna son nom au département homonyme, dont le chef-lieu Grasse, était l'une des sous-préfectures. Le rattachement du comté de Nice à la France en 1860 (loi du 23 juin 1860) entraîna la création d'un nouveau département des Alpes-Maritimes, auquel l'arrondissement de Grasse fut rattaché, faisant perdre ainsi au département du Var le cours du fleuve qui est à l'origine de son nom.

## Composition

### Composition avant 2015
Liste des cantons de l'arrondissement de Grasse :

### Découpage communal depuis 2015
Depuis 2015, le nombre de communes des arrondissements varie chaque année soit du fait du redécoupage cantonal de 2014 qui a conduit à l'ajustement de périmètres de certains arrondissements, soit à la suite de la création de communes nouvelles. Le nombre de communes de l'arrondissement de Grasse reste quant à lui inchangé depuis 2015 et égal à 62.
Au 1er janvier 2024, l'arrondissement groupe les 62 communes suivantes :
1. Aiglun
2. Amirat
3. Andon
4. Antibes
5. Auribeau-sur-Siagne
6. Le Bar-sur-Loup
7. Bézaudun-les-Alpes
8. Biot
9. Bouyon
10. Briançonnet
11. Le Broc
12. Cabris
13. Cagnes-sur-Mer
14. Caille
15. Cannes
16. Le Cannet
17. Carros
18. Caussols
19. Châteauneuf-Grasse
20. Cipières
21. La Colle-sur-Loup
22. Collongues
23. Conségudes
24. Courmes
25. Coursegoules
26. Escragnolles
27. Les Ferres
28. Gars
29. Gattières
30. La Gaude
31. Gourdon
32. Grasse
33. Gréolières
34. Mandelieu-la-Napoule
35. Le Mas
36. Mouans-Sartoux
37. Mougins
38. Les Mujouls
39. Opio
40. Pégomas
41. Peymeinade
42. La Roque-en-Provence
43. Roquefort-les-Pins
44. La Roquette-sur-Siagne
45. Le Rouret
46. Saint-Auban
47. Saint-Cézaire-sur-Siagne
48. Saint-Jeannet
49. Saint-Laurent-du-Var
50. Saint-Paul-de-Vence
51. Saint-Vallier-de-Thiey
52. Sallagriffon
53. Séranon
54. Spéracèdes
55. Théoule-sur-Mer
56. Le Tignet
57. Tourrettes-sur-Loup
58. Valbonne
59. Valderoure
60. Vallauris
61. Vence
62. Villeneuve-Loubet

## Démographie
En 2022, l'arrondissement comptait 577 803 habitants.
| 1968    | 1975    | 1982    | 1990    | 1999    | 2006    | 2011    | 2016    | 2021    |
| ------- | ------- | ------- | ------- | ------- | ------- | ------- | ------- | ------- |
| 277 170 | 343 605 | 405 132 | 470 488 | 504 632 | 551 930 | 558 989 | 561 067 | 573 247 |

| 2022    | - | - | - | - | - | - | - | - |
| ------- | - | - | - | - | - | - | - | - |
| 577 803 | - | - | - | - | - | - | - | - |

## Sous-préfets
Sous-préfets de Grasse sous l'autorité du préfet du Var :
| Période | Nom       | Qualité     |
| ------- | --------- | ----------- |
| 1800    | Bain      | Sous-préfet |
| 1816    | De Bovis  | Sous-préfet |
| 1830    | Di Pietro | Sous-préfet |
| 1831    | Fauqueux  | Sous-préfet |
| 1848    | Pernet    | Sous-préfet |
| 1849    | Carbonel  | Sous-préfet |
| 1850    | Feraud    | Sous-préfet |
| 1858    | Levet     | Sous-préfet |

Sous-préfets de Grasse sous l'autorité du préfet des Alpes-Maritimes, :
| Période           | Période           | Identité                         | Fonction précédente                                     | Observation |
| ----------------- | ----------------- | -------------------------------- | ------------------------------------------------------- | ----------- |
|                   | 26 novembre 1860  | Levet                            |                                                         |             |
| 26 novembre 1860  | 25 juin 1864      | Armand Pihoret                   |                                                         |             |
| 25 juin 1864      | 2 janvier 1866    | Clarion de Beauval               |                                                         |             |
| 2 janvier 1866    | 15 septembre 1869 | Fauqueux                         |                                                         |             |
| 15 septembre 1869 | 11 septembre 1870 | Vicomte de la Barthe             |                                                         |             |
| 11 septembre 1870 | 31 janvier 1871   | Charles-Edouard Léon             |                                                         |             |
| 31 janvier 1871   | 23 avril 1871     | Arthur Lonclas                   |                                                         |             |
| 23 avril 1871     | 24 janvier 1872   | Jaume Saint-Hilaire              |                                                         |             |
| 24 janvier 1872   | 1er juillet 1873  | Charles Vincens                  |                                                         |             |
| 1er juillet 1873  | 6 janvier 1874    | Rondeaux                         |                                                         |             |
| 6 janvier 1874    | 15 juillet 1874   | Braincourt                       |                                                         |             |
| 15 juillet 1874   | 21 février 1877   | De Bernis                        |                                                         |             |
| 21 février 1877   | 24 mai 1877       | De La Mer                        |                                                         |             |
| 24 mai 1877       | 25 mars 1879      | David                            |                                                         |             |
| 25 mars 1879      | 21 octobre 1883   | Comolet                          |                                                         |             |
| 21 octobre 1883   | 26 avril 1885     | Debax                            |                                                         |             |
| 26 avril 1885     | 13 février 1886   | Georges Mosse                    |                                                         |             |
| 13 février 1886   | 18 octobre 1887   | Delage                           |                                                         |             |
| 18 octobre 1887   | 18 avril 1891     | Bonini                           |                                                         |             |
| 18 avril 1891     | 6 septembre 1904  | Jean-René Salvador               |                                                         |             |
| 6 septembre 1904  | 25 décembre 1917  | Haupetit-Fourichon               |                                                         |             |
| 25 décembre 1917  | 1922              | Henri Mouchet                    |                                                         |             |
| 1922              | 1925              | Henri Basset                     |                                                         |             |
| 1925              | 1934              | Bellecroix                       |                                                         |             |
| 1934              | 1940              | Georges Darbou                   |                                                         |             |
| 1940              | septembre 1944    | Pierangeli                       |                                                         |             |
| septembre 1944    | 1944              | Delaporte                        |                                                         |             |
| 1944              | 1950              | Pierre Fouineau                  |                                                         |             |
| 1950              | 1952              | Louis Bourguet                   |                                                         |             |
| 1952              | 1955              | Gabriel Fred                     |                                                         |             |
| 1955              | 1964              | Jean Deleplanque                 |                                                         |             |
| 1964              | 1974              | Francis Ilari                    |                                                         |             |
| 1974              | 1979              | Claude Silberzahn                |                                                         |             |
| 1979              | 1985              | René Vial                        |                                                         |             |
| 1985              | 1989              | Bernard Larvaron                 |                                                         |             |
| 1989              | 1992              | Claude Langevin                  |                                                         |             |
| 1992              | 1993              | André Durand                     |                                                         |             |
| 1993              | 1998              | Michel Authier                   |                                                         |             |
| 1998              | 2003              | Bruno Raifaud                    |                                                         |             |
| 2003              | mars 2011         | Claude Serra                     |                                                         |             |
| mars 2011         | février 2013,     | Mme Dominique-Claire Mallemanche |                                                         |             |
| avril 2013        | 8 septembre 2014  | Rachid Bouabane-Schmitt          | secrétariat général du ministère de l'Intérieur         |             |
| 8 septembre 2014  | 27 juillet 2017   | Philippe Castenet                | secrétaire général de la Préfecture des Yvelines        |             |
| 27 juillet 2017   | 10 avril 2019     | Stéphane Daguin                  | secrétaire général de la préfecture de la Haute-Garonne |             |
| 10 avril 2019     | En cours          | Anne Frackowiak-Jacobs           | sous-préfète des Andelys                                |             |

## Historique des députations
Par la loi du 30 novembre 1875, le scrutin d'arrondissement (uninominal majoritaire à deux tours) est établi au sein de la IIIe République. Il s'agit du mode de scrutin des élections législatives jusqu'en 1936, excepté en 1885 et de 1919 à 1927.
| Législature | Début de mandat  | Fin de mandat   | Député | Député                     | Tendance | Observations                                                          | Sources |
| ----------- | ---------------- | --------------- | ------ | -------------------------- | -------- | --------------------------------------------------------------------- | ------- |
| Ire         | 8 mars 1876      | 25 juin 1877    |        | Léon Chiris                | CG       |                                                                       |         |
| IIe         | 7 novembre 1877  | 27 octobre 1881 |        | Léon Chiris                | CG       |                                                                       |         |
| IIIe        | 28 octobre 1881  | 8 janvier 1882  |        | Léon Chiris                | UR       | Démissionne à la suite de son élection au Sénat                       |         |
| IIIe        | 26 février 1882  | 9 novembre 1885 |        | Léon Renault               | UR       |                                                                       |         |
| Ve          | 12 novembre 1889 | 14 octobre 1893 |        | Maurice Rouvier            | ARD      |                                                                       |         |
| VIe         | 15 octobre 1893  | 31 mai 1898     |        | Maurice Rouvier            | ARD      |                                                                       |         |
| VIIe        | 1er juin 1898    | 24 janvier 1902 |        | Maurice Rouvier            | ARD      |                                                                       |         |
| VIIIe       | 1er juin 1902    | 31 mai 1906     |        | Antoine Maure              | GR       |                                                                       |         |
| VIIIe       | 1er juin 1902    | 4 janvier 1903  |        | Maurice Rouvier            | ARD      | Démissionne à la suite de son élection au Sénat                       |         |
| VIIIe       | 1er mars 1903    | 31 mai 1906     |        | Pierre Jean François Arago | UR       |                                                                       |         |
| IXe         | 1er juin 1906    | 31 mai 1910     |        | César Ossola               | PR       |                                                                       |         |
| IXe         | 1er juin 1906    | 31 mai 1910     |        | Pierre Jean François Arago | UR       |                                                                       |         |
| Xe          | 1er juin 1910    | 31 mai 1914     |        | Jules Fayssat              | ARD      |                                                                       |         |
| Xe          | 1er juin 1910    | 31 mai 1914     |        | Joseph Gillette-Arimondy   | PR       |                                                                       |         |
| XIe         | 1er juin 1914    | 7 décembre 1919 |        | César Ossola               | PR       |                                                                       | [ 14 ]  |
| XIe         | 1er juin 1914    | 7 décembre 1919 |        | Pierre Jean François Arago | UR       |                                                                       | [ 14 ]  |
| XIVe        | 1er juin 1928    | 31 mai 1932     |        | César Ossola               | PR       |                                                                       |         |
| XIVe        | 1er juin 1928    | 18 octobre 1930 |        | André Capron               | URD      | Décès le 18 octobre 1930                                              |         |
| XIVe        | 28 décembre 1930 | 31 mai 1932     |        | Louis Louis-Dreyfus        | IDG      |                                                                       |         |
| XVe         | 1er juin 1932    | 31 mai 1936     |        | René Fayssat               | IDG      |                                                                       |         |
| XVe         | 1er juin 1932    | 31 mai 1936     |        | Louis Louis-Dreyfus        | IDG      |                                                                       |         |
| XVIe        | 1er juin 1936    | 31 mai 1942     |        | Édouard Jonas              | USR      |                                                                       |         |
| XVIe        | 1er juin 1936    | 21 janvier 1940 |        | Henri Pourtalet            | PCF      | Les députés communistes sont déchus de leur mandat le 21 janvier 1940 |         |